# Martín Berhongaray
Martín Antonio Berhongaray (Santa Rosa, 6 de marzo de 1978) es un abogado y político argentino de la Unión Cívica Radical, que se desempeña como diputado nacional por la provincia de La Pampa desde 2019. Fue diputado provincial entre 2007 y 2019.

## Biografía
Nació en 1978 en Santa Rosa, capital de la provincia de La Pampa. Su padre fue Antonio Berhongaray, político radical que fuera senador nacional por La Pampa. Su madre, Delia Braun, también participó activamente en política, siendo elegida a la Cámara de Diputados de la Provincia de La Pampa en 2003.
Estudió derecho en la Pontificia Universidad Católica Argentina Santa María de los Buenos Aires.
Fue electo a la Cámara de Diputados de La Pampa en 2007, siendo reelegido en 2011 y 2015. También fue presidente del Comité de la Unión Cívica Radical (UCR) de Santa Rosa.
En las elecciones primarias de 2017, encabezó la lista de la UCR a la Cámara de Diputados de la Nación, en la interna de Cambiemos, perdiendo frente a la lista de Propuesta Republicana (PRO), encabezada por Martín Maquieyra.
En las elecciones legislativas de 2019, se postuló como primer candidato de la lista de Juntos por el Cambio a la Cámara de Diputados de la Nación en La Pampa. La lista fue la segunda más votada, con 39,42% de los votos, suficiente para que sólo Berhongaray fuera elegido.
Se desempeña como secretario de la comisión de Comunicaciones e Informática e integra como vocal las comisiones de Recursos Naturales y Conservación del Ambiente Humano; de las Personas Mayores; y de Energía y Combustibles. Votó en contra del proyecto de ley de interrupción voluntaria del embarazo de 2020, que legalizó el aborto en Argentina.
En las Elecciones provinciales de La Pampa de 2023 fue candidato a gobernador acompañado por la exdiputada provincial (2015-2019), Patricia Testa, resultando en segundo lugar con 85.855 votos (42.10%) la mejor elección del radicalismo desde 1983.